# Стрельба на летних Олимпийских играх 1924
Соревнования по стрельбе на летних Олимпийских играх 1924 прошли с 23 июня по 9 июля. Участвовали 258 спортсменов из 27 стран. Проходили в Реймсе, Версале, Исси-де-ла Мулино и Мурмелоне.

## Медали

### Общий медальный зачёт
(Жирным выделено самое большое количество медалей в своей категории; принимающая страна также выделена)
| Общее количество медалей |                |        |         |        |       |
| Место                    | Страна         | Золото | Серебро | Бронза | Всего |
| 1                        | США            | 5      | 2       | 2      | 9     |
| 2                        | Норвегия       | 2      | 1       | 1      | 4     |
| 3                        | Великобритания | 1      | 2       | 0      | 3     |
| 4                        | Франция        | 1      | 1       | 0      | 2     |
| 5                        | Венгрия        | 1      | 0       | 0      | 1     |
| 6                        | Швеция         | 0      | 2       | 2      | 2     |
| 7                        | Финляндия      | 0      | 1       | 2      | 3     |
| 8                        | Канада         | 0      | 1       | 0      | 1     |
| 9                        | Дания          | 0      | 0       | 1      | 1     |
| 9                        | Гаити          | 0      | 0       | 1      | 1     |
| 9                        | Швейцария      | 0      | 0       | 1      | 1     |

### Медалисты
| Дисциплина                                              | Золото                                                                                         | Серебро                                                                                        | Бронза                                                                                                |
| Малокалиберная винтовка лёжа, 50 м                      | Пьер Кокелен де Лисль Франция                                                                  | Маркус Динвидди США                                                                            | Йосиас Хартман Швейцария                                                                              |
| Произвольная винтовка, 600 м                            | Моррис Фишер США                                                                               | Карл Осберн США                                                                                | Нильс Ларсен Дания                                                                                    |
| Произвольная винтовка (команды), 600 м                  | США Моррис Фишер · Рэймонд Культер · Джозеф Крокет · Сидни Хайндс · Уолтер Стокс               | Франция Поль Коля · Альбер Куркен · Пьер Харди · Георг Роес · Эмиль Рюмо                       | Гаити Людовик Огюстен · Дестен Дестин · Элуа Метюллюс · Астрель Роллан · Людовик Вальборж             |
| Скорострельный пистолет, 25 м                           | Генри Бейли США                                                                                | Вильхельм Карлберг Швеция                                                                      | Леннарт Ханнелиус Финляндия                                                                           |
| Одиночные выстрелы по «бегущему оленю», 100 м           | Джон Болес США                                                                                 | Сирил Макуорт-Прейд Великобритания                                                             | Отто Олсен Норвегия                                                                                   |
| Одиночные выстрелы по «бегущему оленю» (команды), 100 м | Норвегия Либерг Эйнар · Оле Лилло-Ольсен · Харалд Натвиг · Отто Олсен                          | Швеция Отто Хультберг · Мориц Юхансон · Фредрик Ланделиус · Альфред Сван                       | США Джон Болес · Рэймонд Культер · Уолтер Стокс · Деннис Фентон                                       |
| Двойные выстрелы по «бегущему оленю», 100 м             | Оле Лилло-Ольсен Норвегия                                                                      | Сирил Макуорт-Прейд Великобритания                                                             | Альфред Сван Швеция                                                                                   |
| Двойные выстрелы по «бегущему оленю» (команды), 100 м   | Великобритания Сирил Макуорт-Прейд · Филипп Ним · Герберт Перри · Аллен Уитти                  | Норвегия Либерг Эйнар · Оле Лилло-Ольсен · Харалд Натвиг · Отто Олсен                          | Швеция Аксель Экблом · Мориц Юхансон · Фредрик Ланделиус · Альфред Сван                               |
| Трап                                                    | Дьюла Халаши Венгрия                                                                           | Конрад Хубер Финляндия                                                                         | Франк Худжес США                                                                                      |
| Трап(команды)                                           | США Фредерик Этчен · Сэмюэл Шерман · Уильям Силкуорт · Франк Худжес Джон Ноэль · Кларенс Платт | Канада Джордж Битти · Джон Блэк · Роберт Монтгомери · Сэмюэл Венс Уильям Барнс · Сэмюэл Ньютон | Финляндия Вернер Экман · Конрад Хубер · Роберт Хубер · Тойво Тикканен Георг Нордблад · Карл Вергелиус |

## Страны
В соревнованиях по стрельбе приняли участие 234 спортсмена из 18 стран:

В скобках указано количество спортсменов
- Австрия (6)
- Аргентина (8)
- Бельгия (14)
- Бразилия (1)
- Великобритания (22)
- Венгрия (7)
- Гаити (5)
- Греция (7)
- Дания (7)
- Египет (1)
- Испания (1)
- Италия (14)
- Канада (6)
- Мексика (2)
- Монако (4)
- Нидерланды (11)
- Норвегия (13)
- Польша (7)
- Португалия (8)
- Румыния (5)
- США (21)
- Финляндия (15)
- Франция (22)
- Чехословакия (18)
- Швеция (19)
- Швейцария (7)
- ЮАС (7)